# Drienovec
Drienovec, do roku 1948 Šomody (maďarsky Somodi) je obec v okrese Košice-okolí na Slovensku.

## Historie
Název obce je odvozen z názvu lesní plodiny – dřínu (v maďarštině „som“), která se hojně vyskytuje v katastrálním území obce. Král Béla IV. (podle legendy) procházel po prohře v bitvě s Tatary (v roce 1241) se svým vojskem územím Drienovce. Válkou vysílené vojsko zde odpočívalo a občerstvilo se plody dřínu a pak pokračovalo v cestě domů. Obecní kronika proto uvádí rok 1241 jako rok první zmínky.
První zachovaná písemná zmínka pochází z roku 1255 při popisu hranic majetku jasovského kláštera. V období husitských válek (v roce 1446) obsadil Jan Jiskra z Brandýsa i Drienovec s okolím. Po vítězství Turků v bitvě u Moháče (v roce 1526) začalo postupně plenění velké části uherského území. Turecký paša Hasan v roce 1696 zničil vesnici Drienovec a mladé obyvatele odvedl do zajetí. Od roku 1626 se obec často zmiňuje jako zemědělská. Dne 1. května 1691 však obec do značné míry vyhořela a obytných zůstalo jen 11 domů. Zničený kostel byl znovu vystavěn až v roce 1780. Datum této události si obyvatelé obce dodnes každoročně připomínají prvomájovou mší svatou. Začátkem 18. století zasáhla celý Abov morová epidemie a v roce 1710 na tuto nemoc umřela převážná část obyvatelstva. V roce 1777 darovala Marie Terezie celé území obce Rožňavskému biskupství. V uherském geografickém lexikonu z roku 1851 je obec uvedena jako velká maďarská obec s 1 234 obyvateli. Statistika z roku 1910 vykazovala v Drienovci celkem 1 180 obyvatel, z toho bylo 1 166 Maďarů, 13 Slováků a 1 Němec. Do roku 1918 byla obec součástí Uherska. V letech 1938 až 1945 byla obec kvůli první vídeňské arbitráži součástí Maďarska. Statistika z roku 1991 zde vykazovala 58,85 procentní většinu obyvatel maďarské národnosti oproti 40,28% podílu Slováků. Tento poměr se v průběhu následujících let změnil a podle statistiky z roku 2001 v obci žilo celkem 1 752 obyvatel, z toho bylo 1 119 Slováků (63,87 %), 587 Maďarů (33,50 %), 31 Romů (1, 77 %), 2 Ukrajinci (0,11 %), 2 Češi (0,11 %) a 1 Polák (0,06 %).

## Pamětihodnosti
- Klasicistní kaštel z roku 1780. V okolí objektu se nacházejí zbytky původního anglického parku.[4] V roce 1999 kaštel odkoupil řád Mariánských sester.[5]
- Římskokatolický kostel sv. Martina, jednolodní pozdně barokní stavba z let 1775–1780 se segmentově ukončeným presbytářem a věží tvořící součást její hmoty. Kostel byl upravován po roce 1945, protože byl během války silně poškozen.[6]

## Turismus
- V lokalitě Drienovská mokraď je ornitologický stacionář.[7]

- Obec, resp. rekreační osada Drienovské kúpele, je východiskem pro turistické túry na Jasovskou planinu, národní přírodní rezervaci Palanta a Drienovskou jeskyni.[8]